# Nobuo Kawaguchi
Nobuo Kawaguchi (født 10. april 1975) er en tidligere japansk fodboldspiller.
Han har spillet for flere forskellige klubber i sin karriere, herunder Júbilo Iwata og FC Tokyo.